# Kanton Grand-Fougeray
Der Kanton Grand-Fougeray war von 1790 bis 2015 ein französischer Wahlkreis im Arrondissement Redon, im Département Ille-et-Vilaine und in der Region Bretagne; sein Hauptort war Grand-Fougeray. 

## Geschichte
Der Kanton entstand am 15. Februar 1790. Von 1801 bis 2015 gehörten vier Gemeinden zum Kanton Grand-Fougeray. 2015 wurde der Kanton aufgelöst und die Gemeinden wechselten zu anderen Kantonen.

## Lage
Der Kanton lag im Süden des Départements Ille-et-Vilaine. 

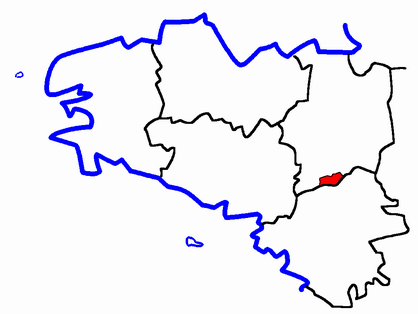
Lage des Kantons Grand-Fougeray innerhalb der Bretagne

## Gemeinden
| Gemeinde                 | Bretonisch            | Einwohner (2022) | Fläche (km²) | Code postal | Code Insee |
| ------------------------ | --------------------- | ---------------- | ------------ | ----------- | ---------- |
| Grand-Fougeray           | Felgerieg-Veur        | 2.523            | 55.42        | 35390       | 35124      |
| La Dominelais            | Doveneleg             | 1.414            | 32.45        | 35390       | 35098      |
| Sainte-Anne-sur-Vilaine  | Santez-Anna-ar-Gwilen | 1.032            | 28.57        | 35390       | 35249      |
| Saint-Sulpice-des-Landes | Sant-Suleg-al-Lann    | 827              | 11.19        | 35390       | 35316      |
| Kanton                   | Felgerieg-Veur        | 5461             | 127.63       | -           | 3514       |

## Politik
Der Kanton hatte bis zu seiner Auflösung folgende Abgeordnete im Rat des Départements:  
| Vertreter im conseil général des Départements | Vertreter im conseil général des Départements | Vertreter im conseil général des Départements |
| Amtszeit                                      | Name                                          | Partei                                        |
| --------------------------------------------- | --------------------------------------------- | --------------------------------------------- |
| 1945–1970                                     | Charles Chupin (Fils)                         | RPF, dann DVD                                 |
| 1970–1992                                     | Noël Chevalier                                | DVG, dann DVD                                 |
| 1992–2011                                     | Joseph Tripon                                 | DVD                                           |
| 2011–2015                                     | Alain Saurat                                  | UDI                                           |